# Éric Martin (football)
Pour les articles homonymes, voir Éric Martin et Martin.
Éric Martin (né le 29 août 1959 à Verdun dans la Meuse) est un joueur de football français qui évoluait au poste de milieu de terrain.

## Biographie
Éric Martin joue en faveur de l'AS Nancy et du Paris Saint-Germain.
Il dispute 278 matchs en Ligue 1, marquant neuf buts, et 34 matchs en Ligue 2, pour un but. Le 7 octobre 1984, il inscrit un doublé avec Nancy, lors de la réception du FC Metz.